# 黒後家蜘蛛の会
『黒後家蜘蛛の会』（くろごけぐものかい、the Black Widowers）は、アイザック・アシモフによる短編推理小説シリーズ。
1972年2月号の『EQMM（エラリー・クイーンズ・ミステリ・マガジン）』誌に第一作「会心の笑い」が発表され、その後断続的に、アシモフの晩年に至るまで発表された。すべて短編で、計66作が書かれた。うち60作は5冊の短編集として出版され（日本語訳あり）、残りの6作はアシモフの死後、The Return of the Black Widowers（2003年）にまとめられた。
安楽椅子探偵物として、質量ともに代表作としても挙げられる。

## 内容
ニューヨークにあるミラノ・レストランの個室で月1回、「黒後家蜘蛛の会」という名の例会が催される。レギュラー・メンバーは化学者、数学者、弁護士、画家、作家、暗号専門家の6名で、ヘンリーという初老の男性が給仕を務める。例会のホストはメンバーが交代で務め、本来は純粋に会食と会話を楽しむために催される集まりである。ホストは、その回の費用を負担する代わりに、ゲストを一人同行させることと、料理をリクエストできるという特権が与えられる。また、例会には女人禁制、例会の秘密厳守などのルールが存在する。折りを見て、ホストはグラスをスプーンで打ち鳴らし、ゲストに対し「あなたは何をもって自身の存在を正当としますか？ (英語: How do you justify your existence?) 」という定型の尋問を行なうのが習わしである。それをきっかけとして四方山話に興じるうちに次第に話題が謎めいてくると、活気づいたメンバーが各々の知識を動員して議論を繰り広げるが、確たる真相にはたどり着けず、袋小路に陥る（ゲストに不満は残るものの、それなりの真相にたどり着く話もある）。そこへ、それまでの会話を聞いていたヘンリーが、皆の盲点を突く発想で思いもよらない真相を控え目に語る。
本シリーズはほぼ純粋なパズル・ストーリーであり、殺人事件さえめったに起こらない。題材は、盗まれた物は何かとか、遺産を得るための暗号の解読とか、忘れた地名の推測などの、より日常的な問題である。解決にはヘンリーの（つまりアシモフの）該博な知識が使われる。ヘンリーは代表的な安楽椅子探偵のひとりである。
なお黒後家蜘蛛の会は、ニューヨークで毎月集まって語らう「戸立て蜘蛛の会 (Trap Door Spiders,TDS)」 をモデルにしたとアシモフが明かしている。黒後家蜘蛛の会との違いは、メンバーが12人の男性であること、ホストが2名体制であること、本作のようなミステリーが起きないことである。アシモフ自身もこの会のメンバーだった。物語の登場人物について、アシモフは「ここにはTDSの誰に似た男も出てこないし、TDSの集まりで出た話題に材を得た物語も一つとしてありはしない」と明言している。
『黒後家蜘蛛の会』1巻には「ここにはTDSの誰に似た男も出てこない」とあるが、『黒後家蜘蛛の会』5巻ではモデルについての言及がある。
1巻のまえがきでは、アシモフは最初からシリーズ化を目論んで書き始めたかのような印象があるが、3巻のまえがきでは、アシモフ自身は1作だけの短編のつもりであったが、フレデリック・ダネイが雑誌掲載する際に「新シリーズ登場」と銘打って発表したため、否応なく2作目、3作目を執筆したと記述している。太田忠司は第1作「会心の笑い」においてヘンリーが推理を披露するのではなく、自身が最初から知っていた答えを告げるという、第2作以降とは明確に異なる点を指摘し、アシモフ自身には当初シリーズ化するつもりはなかったものと推測している。また、登場人物、舞台が定まった第3作「実を言えば」以降のパターン化されたマンネリズムを指摘する人もいるが、太田はそういったパターンを何度でも楽しめるのが本シリーズの妙味であるとし、登場人物を入れ換えたり、舞台を変えたりせずにワンパターンを貫きとおしたからこそ、本作が名作たりえるのだと指摘している。
鮎川哲也は自身の「三番館シリーズ」との類似点を指摘している。同時に、ジョン・ディクスン・カーが物語の出発点の怪奇性に意識し、それが成功したゆえに人気作家となったのに対し、本シリーズはカーのような本格ミステリのパターンを無視し、不可思議性を作品の中間に持って来る（作品冒頭はメンバーによる四方山話）という冒険をしたうえで、成功している点を指摘している。
越前敏弥は本シリーズの魅力を論理的な推理で正解を導き出すことよりも、教養自慢の会員たちが知見を総動員しても解けない謎を、ヘンリーがきわめてシンプルに解明するというプロセスのカタルシスにあり、謎の中身は二の次であると評している。

### 例外的な作品
上述のように基本的な登場人物、舞台、フォーマットが定まっているシリーズではあるが、以下のような例外的な作品もある。
- 例会がミラノ・レストラン以外の場所で行われる。
- ゲストに女性が招かれる。
- ゲストが招かれない。
- 招かれたゲストではなく、他の人物が闖入して謎解きを依頼してくる。
- 謎解きに対して報酬が支払われる。

## 登場人物
ジェフリー・アヴァロン (Geoffrey Avalon)
特許弁護士。身長74インチ（約188センチメートル）。元陸軍将校（階級は少佐）で、刈り整えた頬と顎の髭は白くなったが頭髪は黒々としている。声は「朗々たる」と評されるバリトンだが、歌声は「昼寝中のワニのいびき」と評される。几帳面な性格で、例会での飲酒量はグラスに1杯半のみと決めている。古典文学や歴史への造詣が深い。最古参のメンバー。
作家のL・スプレイグ・ディ・キャンプがモデル（『黒後家蜘蛛の会5』創元推理文庫、2018年12月14日、10頁）。
トーマス・トランブル (Thomas Trumbull)
暗号専門家。政府の情報機関に勤務と自称しているが、どこに勤務しているのかはメンバーの誰も知らない。いつもしかめ面をしているが好物のペカンパイが出てくると表情がゆるむ。食前酒の時間に遅れるのが常で、その際に大げさな言い回しでヘンリーにスコッチのソーダ割りを注文する。最古参のメンバー。
ジャーナリストのギルバート・キャントがモデル（『黒後家蜘蛛の会5』創元推理文庫、2018年12月14日、10頁）。
イマニュエル・ルービン (Emmanuel Rubin)
作家。マンハッタン在住。アイザック・アシモフの友人を自称するが、アシモフのことは小物と評している。身長5フィート4インチ（約162.5センチメートル）。度の強い眼鏡をかけ、顎髭を蓄えている。レバーが苦手。
作家・編集者のレスター・デル・レイがモデル（『黒後家蜘蛛の会5』創元推理文庫、2018年12月14日、10頁）。
ジェイムズ・ドレイク (James Drake)
有機化学者。博士号を持っている。四角く細長い顔に口ひげを生やしている。三文小説を好む。ヘビースモーカーだが、よく自分の煙草にむせる。例会には真っ先に駆けつける最古参のメンバー。
科学者・作家のジョン・D・クラークがモデル（『黒後家蜘蛛の会5』創元推理文庫、2018年12月14日、10頁）。
マリオ・ゴンザロ (Mario Gonzalo)
画家。テレピン油の匂いを漂わせている。毎回メニューの裏にゲストの似顔絵を描く。深紅を基調とした派手な装いであることが多い。イマニュエル・ルービンとは互いに「三文文士」「落書き絵師」とけなし合っている。
作家・編集者のリン・カーターがモデル（『黒後家蜘蛛の会5』創元推理文庫、2018年12月14日、10頁）。
ロジャー・ホルステッド (Roger Halsted)
数学者。中学校教師。額が広く、頭髪もかなり薄くなっている。リメリックに凝っている。
作家・編集者のドナルド・R・ベンセンがモデル（『黒後家蜘蛛の会5』創元推理文庫、2018年12月14日、10頁）。
ヘンリー (Henry)
ミラノ・レストランの給仕。60代だが顔にはしわひとつない。慇懃かつ沈着冷静な人物。
ラルフ・オッター (Ralph Ottur)
会の創設メンバー。案内状は送付されているものの、現在では例会に姿を見せることはない。
最初の2年間はラルフの自宅で会が催されていた。「不毛なる者へ (To the Barest) 」に登場するが、故人であったことが判明する。

## 書誌情報

### 黒後家蜘蛛の会1
en:Tales of the Black Widowers
以下は、日本語版の情報。
ISBN 4-488-16701-2 翻訳：池央耿、解説：池央耿
1. まえがき
2. 会心の笑い（英語版） (The Acquisitive Chuckle)
3. 贋物(Phony)のPh（英語版） (Ph as in Phony)
4. 実を言えば（英語版） (Truth to Tell)
5. 行け、小さき書物よ (Go, Little Book!)
6. 日曜の朝早く (Early Sunday Morning)
7. 明白な要素 (The Obvious Factor)
8. 指し示す指 (The Pointing Finger)
9. 何国代表？ (Miss What?)
10. ブロードウェーの子守歌 (The Lullaby of Broadway)
11. ヤンキー・ドゥードゥル都へ行く (Yankee Doodle Went to Town)
12. 不思議な省略 (The Curious Omission)
13. 死角 (Out of Sight)

- 「日曜の朝早く」ではマリオ・ゴンザロの妹マージが3年前に殺されたことが語られる。

### 黒後家蜘蛛の会2
en:More Tales of the Black Widowers
以下は、日本語版の情報。
ISBN 4-488-16702-0 翻訳：池央耿、解説：池央耿
1. まえがき
2. 追われてもいないのに (When No Man Pursueth)
3. 電光石火 (Quicker Than the Eye)
4. 鉄の宝玉 (The Iron Gem)
5. 三つの数字 (The Three Numbers)
6. 殺しの噂 (Nothing Like Murder)
7. 禁煙 (No Smoking)
8. 時候の挨拶 (Season's Greetings!)
9. 東は東 (The One and Only East)
10. 地球が沈んで宵の明星が輝く (Earthset and Evening Star)
11. 十三日金曜日 (Friday the Thirteenth)
12. 省略なし (The Unabridged)
13. 終局的犯罪（英語版） (The Ultimate Crime)

### 黒後家蜘蛛の会3
en:Casebook of the Black Widowers
以下は、日本語版の情報。
ISBN 4-488-16703-9 翻訳：池央耿、解説：池央耿
1. まえがき
2. ロレーヌの十字架 (The Cross of Lorraine)
3. 家庭人 (The Family Man)
4. スポーツ欄 (The Sports page)
5. 史上第二位 (Second Best)
6. 欠けているもの (The Missing Item)
7. その翌日 (The Next Day)
8. 見当違い (Irrelevance!)
9. よくよく見れば (None So Blind)
10. かえりみすれば (The Backward Look)
11. 犯行時刻 (What Time Is Is?)
12. ミドル・ネーム (Middle Name)
13. 不毛なる者へ (To the Barest)

### 黒後家蜘蛛の会4
en:Banquets of the Black Widowers
以下は、日本語版の情報。
ISBN 4-488-16705-5 翻訳：池央耿、解説：鮎川哲也
1. まえがき
2. 六千四百京の組み合わせ（英語版） (Sixty Million Trillion Combinations)
3. バーにいた女 (The Woman in the Bar)
4. 運転手 (The Driver)
5. よきサマリア人 (The Good Samaritan)
6. ミカドの時代 (The Year of the Action)
7. 証明できますか? (Can You Prove It?)
8. フェニキアの金杯 (The Phoenician Bauble)
9. 四月の月曜日 (A Monday in April)
10. 獣でなく人でなく (Neither Brute Nor Human)
11. 赤毛 (The Redhead)
12. 帰ってみれば (The Wrong House)
13. 飛び入り (The Intrusion)

- 「バーにいた女」のゲストは作家のダライアス・ジャストだが、アシモフの長編推理小説『ABAの殺人』では主人公となっている。
- 「ミカドの時代」のミカドはミカド (オペレッタ)の意。

### 黒後家蜘蛛の会5
en:Puzzles of the Black Widowers
以下は、日本語版の情報。
ISBN 978-4-488-16708-0 翻訳：池央耿、解説：有栖川有栖
1. まえがき
2. 同音異義 (The Fourth Homonym)
3. 目の付けどころ (Unique Is Where You Find It)
4. 幸運のお守り (The Lucky Piece)
5. 三重の悪魔 (Triple Devil)
6. 水上の夕映え (Sunset On the Water)
7. 待てど暮らせど (Where Is He?)
8. ひったくり (The Old Purse)
9. 静かな場所 (The Quiet Place)
10. 四葉のクローバー (The Four-Leaf Clover)
11. 封筒 (The Envelope)
12. アリバイ (The Alibi)
13. 秘伝 (The Recipe)

- 「目の付けどころ」のホレイス・ルービンは、イマニュエル・ルービンの甥。

### (The Return of the Black Widowers)
en:The Return of the Black Widowers
日本語訳の書籍は未出版。
短編が推理小説誌に個別に邦訳されている。下記の邦題は、その時のもの。特に記載がないものは、池央耿訳、EQMM誌掲載。
1. Introduction  (ハーラン・エリスン著)
2. The Acquisitive Chuckle (Tales of the Black Widowersより再録)
3. Early Sunday Morning (Tales of the Black Widowersより再録)
4. The Obvious Factor (Tales of the Black Widowersより再録)
5. The Iron Gem (More Tales of the Black Widowersより再録)
6. To the Barest (Casebook of the Black Widowersより再録)
7. Sixty Million Trillion Combinations (Banquets of the Black Widowersより再録)
8. The Wrong House (Banquets of the Black Widowersより再録)
9. The Redhead (Banquets of the Black Widowersより再録)
10. Triple Devil (Puzzles of the Black Widowersより再録)
11. アイザック・アシモフを読んだ男たち (The Men Who Read Isaac Asimov)  ウイリアム・ブルテン著 森英俊訳『ジョン・ディクスン・カーを読んだ男』(論創社）収録 - 「黒後家ファン・クラブ」池央耿訳、EQMM1978年11月号掲載
12. 黒後家蜘蛛とバットマン (Northwestward) 佐脇洋平訳 『バットマンの冒険 2』（社会思想社、ISBN 978-4390113168 ）に収録
13. さはさりながら (Yes, But Why) 『ミステリマガジン1990年11月号（415号）』（早川書房）掲載
14. スペースワープ (Lost In a Space Warp)
15. 警官隊がやってきた (Police at the Door)
16. 幽霊屋敷 (The Haunted Cabin)
17. ゲストのゲスト (The Guest's Guest)
18. The Woman in the Bar (Banquets of the Black Widowersより再録)
19. 黒後家蜘蛛の会最後の物語 (The Last Story)（チャールズ・アーダイ著）田中一江訳 『ミステリマガジン2007年5月号（615号）』（早川書房）掲載
20. Afterword

## 関連作品

### ラジオドラマ
日本では1978年にエフエム東京『音の本棚』枠で、1981年にはNHKラジオ第1『アシモフ・ミステリー・サロン』枠にて制作放送された。

#### エフエム東京版
小池朝雄がホスト役となり、石田太郎、西沢利明などが出演しており、劇中にはジャズが挿入されている。1979年には一部が再放送された。

#### NHKラジオ第1版
脚色は小松幹生が担当した。後に「いんちき博士」「死角」「会心の笑い」「追われてもいないのに」「明白な要素」がNHKFMから再放送されている。
| 放送回 | 放送話                     | ジェフリー・アヴァロン | トーマス・トランブル | イマニュエル・ルービン | ジェイムズ・ドレイク | マリオ・ゴンザロ | ロジャー・ホルステッド | ヘンリー | ゲスト     |
| ------ | -------------------------- | ---------------------- | -------------------- | ---------------------- | -------------------- | ---------------- | ---------------------- | -------- | ---------- |
| 01     | 日曜の朝早く               | 納谷悟朗               | 中村正               | 小林修                 | 大塚周夫             | 野沢那智         | 金内吉男               | 久米明   | なし       |
| 02     | いんちき博士               | 納谷悟朗               | 中村正               | 小林修                 | 大塚周夫             | 野沢那智         | 金内吉男               | 久米明   | 千葉耕市   |
| 03     | 死角                       | 納谷悟朗               | 中村正               | 小林修                 | 大塚周夫             | 野沢那智         | 金内吉男               | 久米明   | 糸博       |
| 04     | 実を言えば                 | 納谷悟朗               | 中村正               | 小林修                 | 大塚周夫             | 野沢那智         | 金内吉男               | 久米明   | 小林清志   |
| 05     | 会心の笑い                 | 納谷悟朗               | 中村正               | 小林修                 | 大塚周夫             | 野沢那智         | 金内吉男               | 久米明   | 家弓家正   |
| 06     | 電光石火                   | 納谷悟朗               | 中村正               | 小林修                 | 大塚周夫             | 野沢那智         | 金内吉男               | 久米明   | 川久保潔   |
| 07     | 地球が沈んで宵の明星が輝く | 納谷悟朗               | 中村正               | 小林修                 | 大塚周夫             | 野沢那智         | 金内吉男               | 久米明   | 筈見純     |
| 08     | 指し示す指                 | 納谷悟朗               | 中村正               | 小林修                 | 大塚周夫             | 野沢那智         | 金内吉男               | 久米明   | 野田圭一   |
| 09     | 禁煙                       | 納谷悟朗               | 中村正               | 小林修                 | 大塚周夫             | 野沢那智         | 金内吉男               | 久米明   | 早野寿郎   |
| 10     | ブロードウェイの子守唄     | 納谷悟朗               | 中村正               | 小林修                 | 大塚周夫             | 野沢那智         | 金内吉男               | 久米明   | 嶋俊介     |
| 11     | 鉄の宝玉                   | 納谷悟朗               | 中村正               | 小林修                 | 大塚周夫             | 野沢那智         | 金内吉男               | 久米明   | 宮川洋一   |
| 12     | 追われてもいないのに       | 納谷悟朗               | 中村正               | 小林修                 | 大塚周夫             | 野沢那智         | 金内吉男               | 久米明   | 羽佐間道夫 |
| 13     | 時候のあいさつ             | 納谷悟朗               | 中村正               | 小林修                 | 大塚周夫             | 野沢那智         | 金内吉男               | 久米明   | 原田一夫   |
| 14     | 明白な要素                 | 納谷悟朗               | 中村正               | 小林修                 | 大塚周夫             | 野沢那智         | 金内吉男               | 久米明   | 大木民夫   |
| 15     | 家庭（の）人               | 納谷悟朗               | 中村正               | 小林修                 | 大塚周夫             | 野沢那智         | 金内吉男               | 久米明   | 水島弘     |

### パスティーシュ
- 田中啓文「2001年問題」『シャーロック・ホームズたちの新冒険』創元推理文庫、2021年。ISBN 9784488475055。 - 田中啓文によるパスティーシュ小説。「2001年問題」はアシモフがアーサー・C・クラークへ宛てた手紙を軸にアシモフの「ロボットシリーズ」と本シリーズとのゆるやかな融合を図る。